# Richard Weikart
Richard Weikart, född 1958, är en historieprofessor verksam vid California State University, Stanislaus,. Han är författare till fyra böcker om socialdarwinism och nazism, däribland From Darwin to Hitler: Evolutitionary Ethics, Eugenics and Racism in Germany, som han är mest känd för.